# Amphipolis
Cet article traite de la cité antique. Pour la circonscription moderne nommée d'après le nom de la ville antique d'Amphipolis, voir Amphipolis (dème)
Vous lisez un « article de qualité » labellisé en 2005.

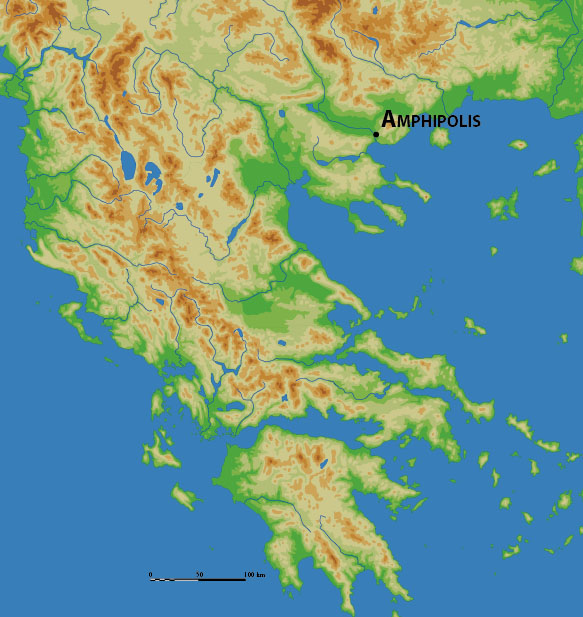
Localisation d'Amphipolis.

Amphipolis (en grec ancien Ἀμφίπολις / Amphípolis la « ville et alentours ») est une cité antique grecque d'Édonide en Macédoine orientale. Elle occupe un haut plateau sur la rive est (gauche) d'une boucle du Strymon, à 4 km au nord de son embouchure dans la mer Égée au niveau du golfe Strymonique. Fondée en 437 av. J.-C., elle est abandonnée au VIIIe siècle de notre ère. Le site se trouve sur le territoire d'un dème (municipalité) moderne de Macédoine-Centrale auquel il a donné nom ainsi qu'à deux villages construits à proximité.

## Un carrefour revendiqué par Athènes

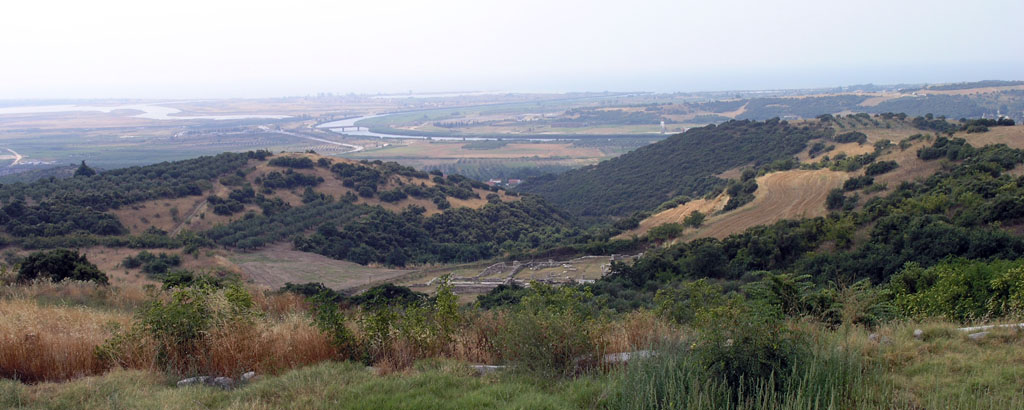
Vue du delta du Strymon et du gymnase depuis l'acropole d'Amphipolis.

Tout au long du Ve siècle av. J.-C., Athènes cherche à s'assurer le contrôle de la Thrace qui revêt une importance stratégique en raison de ses matières premières — métaux précieux (or, argent) du Pangée, bois indispensable à la construction navale — et de la route maritime des détroits garantissant l'approvisionnement en blé de Scythie.
Après une première tentative infructueuse de colonisation en 497 av. J.-C. par le tyran de Milet Aristagoras, les Athéniens fondent une première colonie à Ennéa odoï en 465 av. J.-C., mais les dix mille colons sont massacrés ou chassés par les Thraces locaux (peuple des Édones ou Édoniens). Une seconde tentative a lieu en 437 av. J.-C. sur le même lieu sous la direction d'Hagnon, fils de Nicias, à partir du port d'Eion, à l'embouchure du Strymon, une vieille base déjà utilisée par les Perses, conquise par Cimon et devenue un comptoir athénien.

Plan schématique d'Amphipolis.

La nouvelle fondation prend le nom d'Amphipolis, littéralement « autour de la ville », nom sur lequel les lexicographes ont abondamment glosé, malgré les explications très claires de Thucydide : une notice de la Souda (présente aussi dans le Lexicon de Photios) le commente en reprenant une explication fournie à l'origine, d'après Harpocration, par Marsyas de Pella (FGrH 135/6), selon lequel une population nombreuse vivait en faubourgs autour de la ville. Plus fréquente, et aussi beaucoup plus vraisemblable, est l'explication donnée par le grammairien Julius Pollux : le nom indiquerait le voisinage d'un isthme ou d'un gué. Mais c'est l’Etymologicum genuinum qui est le plus explicite avec la définition suivante : « Ville des Athéniens ou de Thrace, qui s'appelait Neuf-Voies auparavant, ainsi appelée parce que cernée et entourée par le fleuve Strymon » (πόλις Ἀθηναίων ἢ Θρᾴκης, ἥτις ἐκαλεῖτο πρότερον Ἐνάοδοι διὰ τὸ περιέχεσθαι καὶ περιοδεύεσθαι ὑπὸ τοῦ Στρυμῶνος ποταμοῦ). Cette description correspond effectivement au site de la ville (voir schéma ci-contre) et à la description donnée par Thucydide.
Amphipolis devient dès lors le principal point d'appui athénien en Thrace et, comme tel, une cible de choix pour leurs adversaires lacédémoniens : l'élément athénien reste très minoritaire dans la ville et le général spartiate Brasidas parvient à la retourner contre sa métropole en 424 av. J.-C., notamment grâce à l'aide des habitants de la localité voisine d'Argilos,. Une expédition de secours menée par le stratège (et historien) Thucydide doit se contenter de secourir Eion et ne peut reprendre Amphipolis. Cet échec vaut l'exil à Thucydide. Une nouvelle expédition athénienne, sous le commandement de Cléon échoue de nouveau en 422 av. J.-C. : Cléon et son adversaire Brasidas trouvent la mort dans une bataille sous les murs d'Amphipolis, qui conserve ainsi son indépendance. Elle la garde dans le demi-siècle suivant malgré de nouvelles tentatives athéniennes, notamment du fait du gouvernement de Callistratos. Les Amphipolitains marquent leur rupture avec Athènes en rayant la mémoire de l'Athénien Hagnon (en), leur fondateur en 437, pour honorer Brasidas comme nouveau fondateur de leur cité.
La principale divinité de la ville semble avoir été Artémis Brauronia ou Artémis Tauropole qui figure sur ses monnaies. Une inscription porte un décret de bannissement contre deux citoyens nommés Philo et Stratoclès : le second est probablement un des deux ambassadeurs envoyés pour demander l'aide des Athéniens contre les ambitions de Philippe II, roi de Macédoine.

## Une ville macédonienne puis romaine

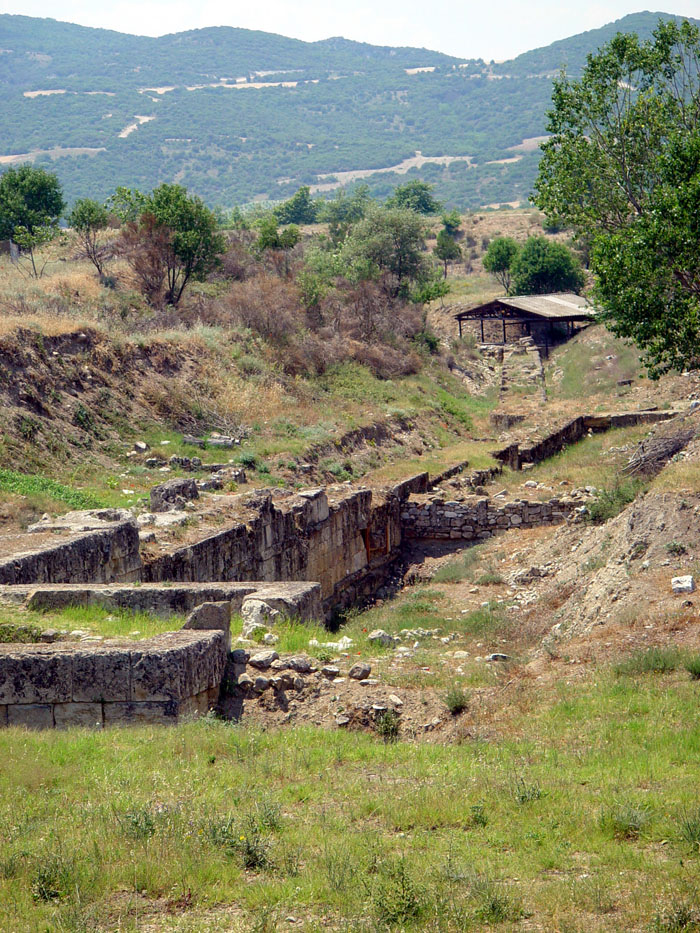
Fortifications et pont d'Amphipolis.

En 357 av. J.-C., Philippe II fait sauter le verrou que constitue Amphipolis sur la route vers la Thrace et conquiert la ville qu'Athènes avait vainement tenté de récupérer les années précédentes. D'après l'historien Théopompe, cette conquête aurait fait l'objet d'un accord secret entre Athènes et Philippe II, qui se serait engagé à remettre la ville en échange de la place forte de Pydna. Mais le roi macédonien trahit l'accord en ne cédant pas Amphipolis et en mettant le siège devant Pydna.
Après la conquête par Philippe, la cité n'est pas immédiatement incorporée au royaume et conserve quelque temps ses institutions et une certaine autonomie, la frontière du territoire national du royaume n'étant pas déplacée vers l'Est. Philippe installe cependant des Macédoniens à Amphipolis et la cité, de par les mesures prises, devient de fait macédonienne : la nomenclature, le calendrier et le monnayage (statères d'or du nouvel atelier installé par Philippe pour monnayer l'or du Pangée, remplaçant la drachme amphipolitaine) de la cité sont remplacés par les équivalents macédoniens.
Sous le règne d'Alexandre le Grand, Amphipolis est une base navale importante ; trois de ses amiraux devenus célèbres en sont issus : Néarque, Androsthène, et Laomédon.

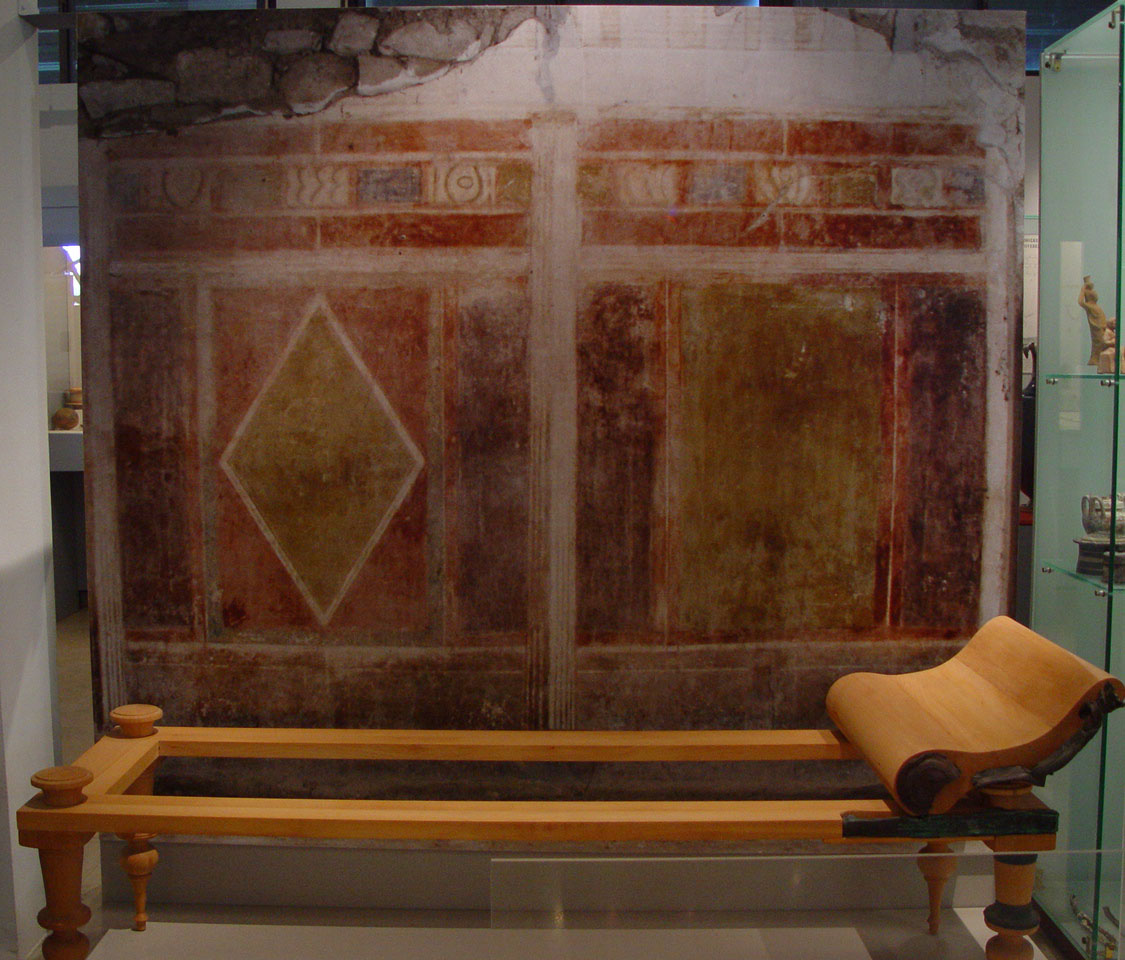
Fresque d'une maison hellénistique d'Amphipolis.

Amphipolis devient une des stations principales de la route royale en Macédoine orientale (comme en témoigne une borne trouvée entre Philippes et Amphipolis donnant la distance depuis cette dernière), puis de la Via Egnatia, la principale voie romaine qui traverse le Sud des Balkans. C'est à ce titre qu'elle est mentionnée dans les Actes des Apôtres comme étape sur la route de saint Paul dans son itinéraire de Philippes à Thessalonique. Outre les remparts de la ville basse (cf. photographie), ne sont visibles de cette période que le gymnase et une riche maison aux fresques bien conservées (cf. photographie).

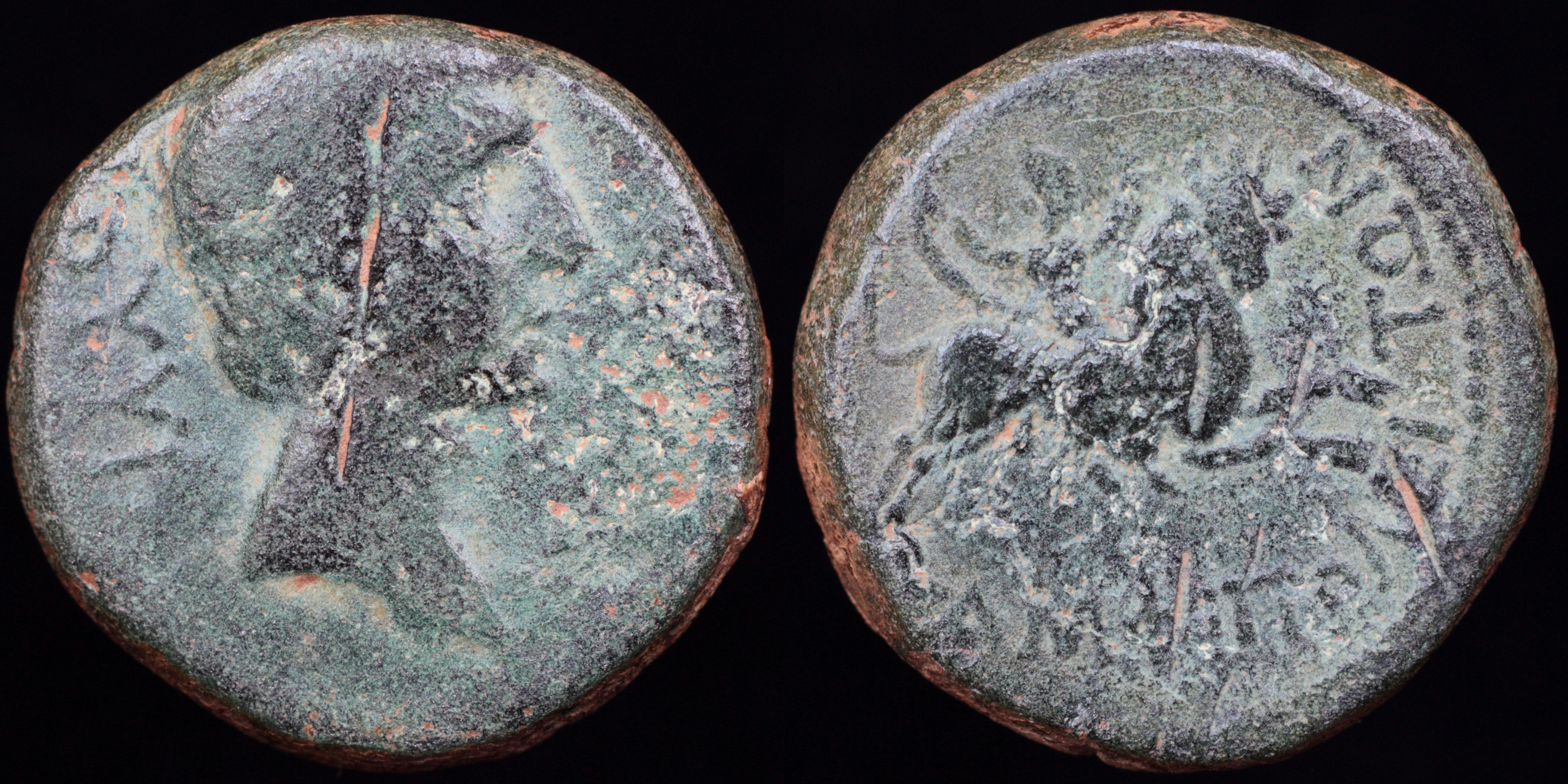
Monnaie d'Amphipolis d'époque romaine. Avers : tête de l'empereur Auguste ; revers : Artémis Tauropole chevauchant un taureau.

Si le plan de la ville est mal connu, ses institutions le sont davantage grâce à une riche documentation épigraphique, dont une ordonnance militaire de Philippe V et une loi éphébarchique provenant du gymnase.
Après la victoire finale romaine sur la Macédoine en 168 av. J.-C. à la bataille de Pydna, Amphipolis devient la capitale de la première des quatre mérides créées par les Romains pour succéder au royaume des Antigonides.
L'épigraphie indique que des négociants italiens, chassés de Délos par l'invasion de Mithridate en 88 av. J.-C., ont transféré leur activité à Amphipolis et Thessalonique où ils ont probablement introduit le culte d'Isis. À l'époque impériale, la riche famille marchande des Anthestii est présente à Amphipolis, Délos, Pompei et Rome.
Le temple d'Artémis était en ruines au Ier siècle selon une épigramme d'Antipater de Thessalonique,.

## Le renouveau de l'Antiquité tardive

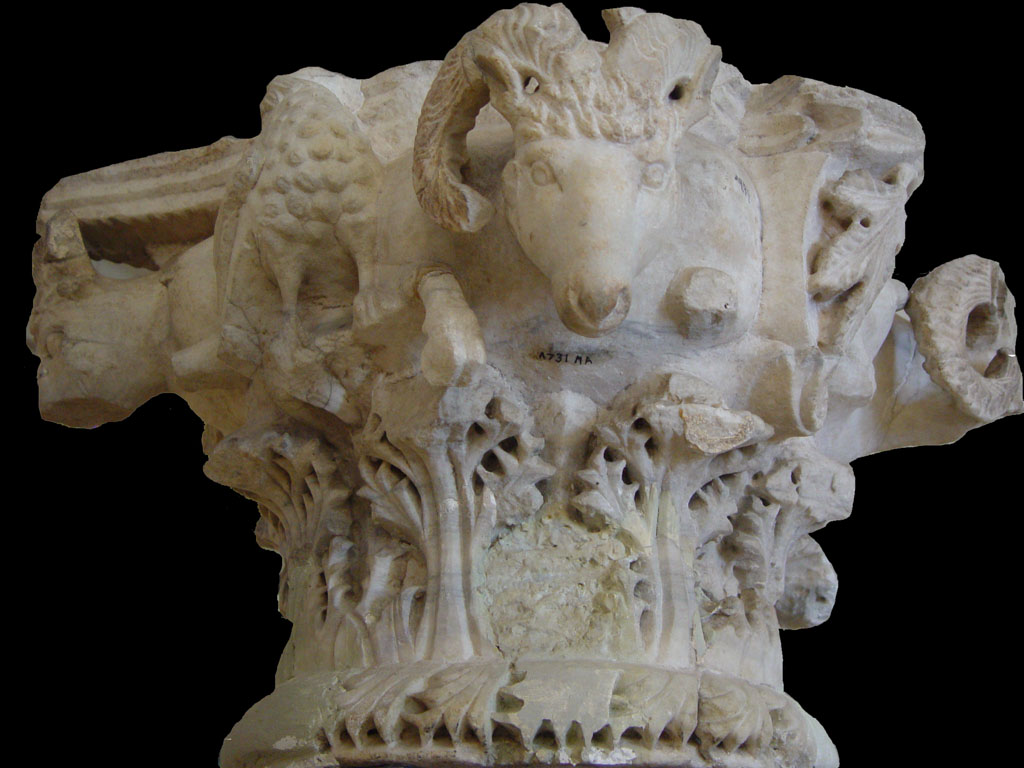
Chapiteau paléochrétien à protomés de bélier d'Amphipolis.

À la fin de l'Antiquité, Amphipolis participe à la prospérité économique de la Macédoine dont témoigne la multiplication des églises chrétiennes. Par la christianisation, la ville entre dans la civilisation byzantine. Significativement cependant, ces églises sont construites sur une aire restreinte, à l'abri des murs de l'acropole : c'est le signe que le grand périmètre fortifié antique n'est plus, durant l'Antiquité tardive, défendable face aux invasions successives des Goths et Hérules au IVe siècle et des Avars et Slaves à la fin du VIe siècle.
Néanmoins, le nombre, la taille et le luxe des églises construites entre le Ve et le VIe siècle de notre ère impressionnent : quatre basiliques ornées de riches pavements de mosaïque et d'une sculpture ornementale soignée (voir le chapiteau aux protomés de bélier) ont été fouillées, ainsi qu'une église à plan centré, hexagonal, qui évoque celui de Saint-Vitale à Ravenne. Cette activité édilitaire ne peut se comprendre que si l'Église locale a su capter à son avantage les antiques circuits de l'évergétisme qui aboutissaient à une pétrification monumentale dans le centre urbain de la richesse agricole du territoire de la cité.
Amphipolis est mentionnée par le pèlerin anonyme qui, en 333, rédige l'Itinéraire de Bordeaux à Jérusalem. Son évêché, suffragant de Thessalonique, est représenté par l'évêque Alexandre au deuxième concile de Constantinople en 553, puis par André au concile in Trullo en 691. La seule autre mention de la ville dans les sources littéraires se trouve dans le Synekdèmos, texte du géographe Hiéroclès.

## De la réduction de l'aire urbaine à la disparition de la ville
Les invasions gothes puis slaves entre le IVe et le VIe siècle viennent progressivement ruiner l'arrière-pays amphipolitain et entraînent le déclin de la ville dont les habitants se replient d'abord sur l'acropole : les remparts en sont maintenus en état, tant bien que mal, grâce aux matériaux de construction pillés (spolia) dans les monuments de la ville basse ; les grandes citernes désaffectées du sommet sont occupées par de petites maisons et des ateliers d'artisans. Au milieu du VIIe siècle, peut-être, intervient une nouvelle réduction de l'aire urbaine fortifiée avec la construction d'un nouveau rempart à tours pentagonales, coupant l'acropole au beau milieu des monuments existants : les thermes romains, et surtout la basilique épiscopale sont ainsi traversés par cette muraille.
Entourée de duchés slaves échappant au contrôle de l'Empire grec, et qui finissent par tomber aux mains du Premier Empire bulgare, la ville est abandonnée probablement au VIIIe siècle : le dernier évêque, André, est attesté en 692 au concile Quinisexte. Les habitants se réfugient sur le site voisin de l'antique Eion, port d'Amphipolis, reconstruit et à nouveau fortifié par les autorités impériales sous le nom de Chrysopolis. La puissance byzantine étant thalassocratique, ce port connaît une certaine prospérité, avant d'être à son tour abandonné au début de l'époque ottomane, mais plutôt à cause de l'envasement dû aux alluvions du Strymon.
Les derniers signes d'activité enregistrés aux abords de la ville consistent en une tour fortifiée, construite en 1367, au Nord, par le primicier Ioannis et le stratopédarque Alexis, pour protéger des Bulgares, des Serbes et des Turcs, les terres qu'ils avaient données au monastère athonite du Pantocrator, dont ils étaient les fondateurs. En vain : en 1389, la région est prise par les Ottomans. Elle est rattachée au pachalik de Roumélie.
Au XIXe siècle, il ne reste que quelques ruines de la ville antique et un village connu sous les noms de Neokhórion en grec et Yeni-Köy en turc. Le village de Neokhórion, habité par des Bulgares, est détruit en 1941-1944.

## L'exploration du site

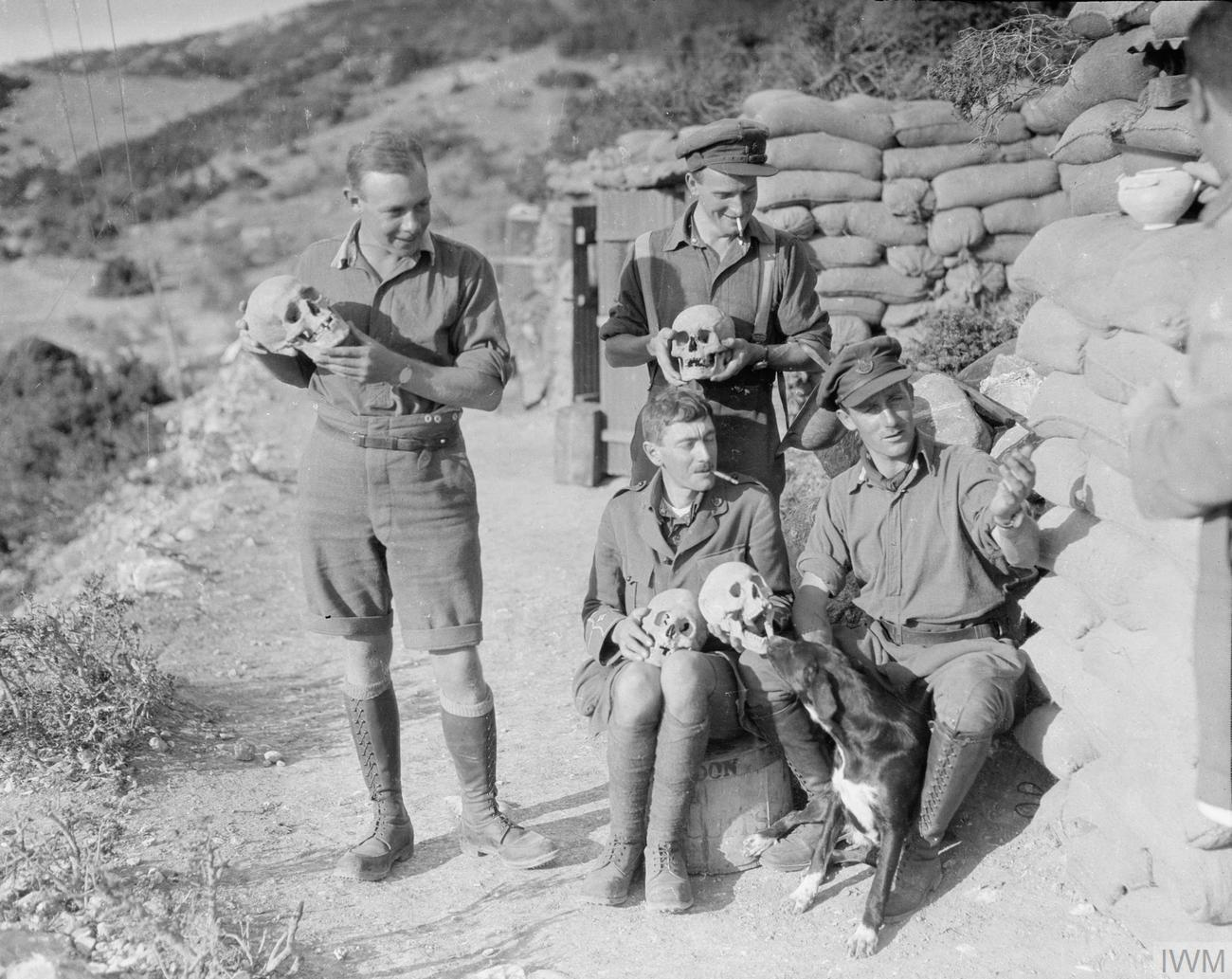
Officiers du 2e régiment britannique d'infanterie légère King's Shropshire, avec des crânes retrouvés durant la construction de tranchées et d'abris, sur le site d'Amphipolis, en 1916.

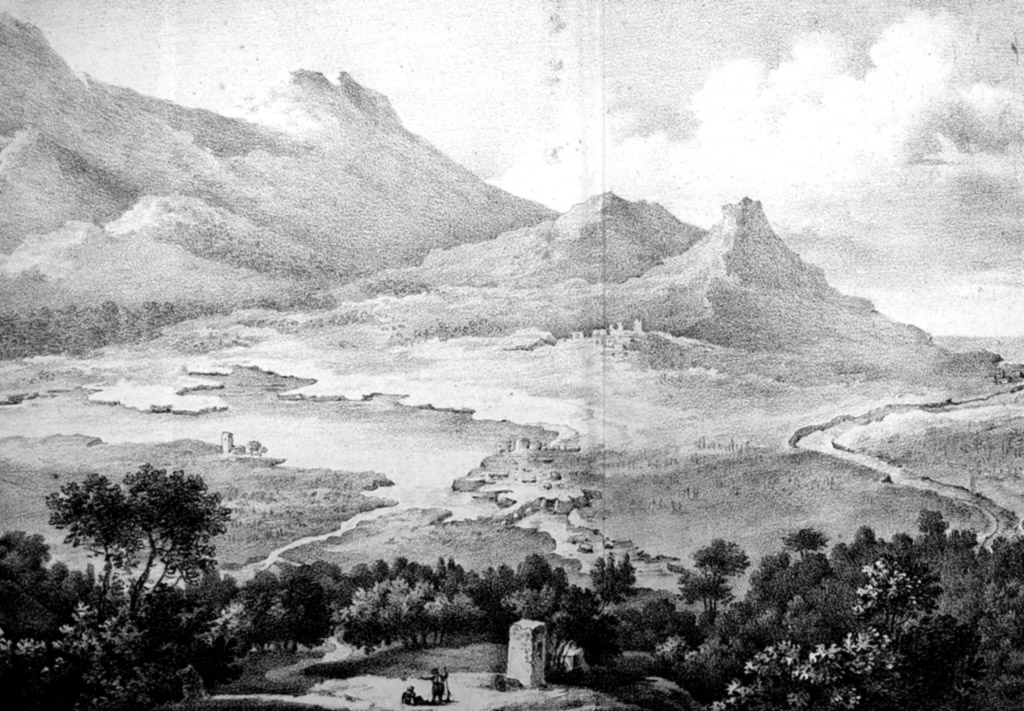
Les ruines d'Amphipolis vues par E. Cousinéry en 1831 : le pont sur le Strymon, les fortifications de la ville, l'acropole.

Le site a été reconnu et décrit par de nombreux voyageurs et archéologues dès le XIXe siècle, dont Esprit-Marie Cousinéry (gravure de 1831), L. Heuzey (1861), et P. Perdrizet (1894–1899). En 1934, M. Feyel, de l'École française d'Athènes, y a mené une mission épigraphique et dégagé les vestiges du lion funéraire. Mais les fouilles n'ont véritablement commencé qu'après la Seconde Guerre mondiale et sont le fait de la Société archéologique grecque (D. Lazaridis entre 1972 et 1985) et du Service archéologique : elles ont permis de dégager une nécropole, le rempart de la ville basse (photographie) et les vestiges exceptionnels (piles en bois) d'un des deux ponts sur le Strymon, ainsi que le gymnase, une grande demeure hellénistique, et les basiliques de l'acropole.
Même si des conclusions optimistes d'archéologues indiquent que le site d'Amphipolis a été protégé des pillards, des photos du début du XXe siècle indiquent le contraire. Un régiment de l'armée britannique, le King's Shropshire Light Infantry (en), formé en 1881, affecté à Thessalonique, en 1915 et qui a passé près de trois ans à lutter contre les Bulgares en Macédoine, s'est rendu sur le site. Le régiment était basé au bord du fleuve Strymon, entre le lac Doïran et Amphipolis, où ils ont construit des tranchées et des abris. Il semble cependant, que le bataillon n'a pas fait que se battre, au vu de photographies montrant des soldats, entrant dans le tombeau d'Amphipolis, ou exhibant fièrement des restes humains trouvés sur le site.
Au British Museum, neuf artéfacts, originaires du site d'Amphipolis, sont soupçonnés d'avoir été enlevés illégalement par le Docteur Eric Gardner, un médecin militaire britannique, affecté dans cette zone en 1916 et qui en a fait don au Musée, en 1918. À la suite des accusations portées, le Musée a publié un communiqué, en précisant que les objets d'Amphipolis, légués au British Museum, ne proviennent pas du tumulus de Kasta, et sont compatibles avec une modeste sépulture datant du VIe siècle av. J.-C. Comme tels, ils ne peuvent pas être associés au tombeau plus récent, du IVe siècle av. J.-C., en cours de fouille dans le tumulus de Kasta : il n'y a aucune preuve que les soldats britanniques aient découvert ou excavé, cette importante tombe,. En octobre 2015, le Ministère de la culture Grec a demandé un complément d'information à la Grande-Bretagne, afin d'obtenir la restitution des crânes et restes humains trouvés en 1916 par le 2e régiment Britannique d'infanterie légère, car des ossements seraient entreposés dans les réserves du British Museum.

### Le Tombeau d'Amphipolis

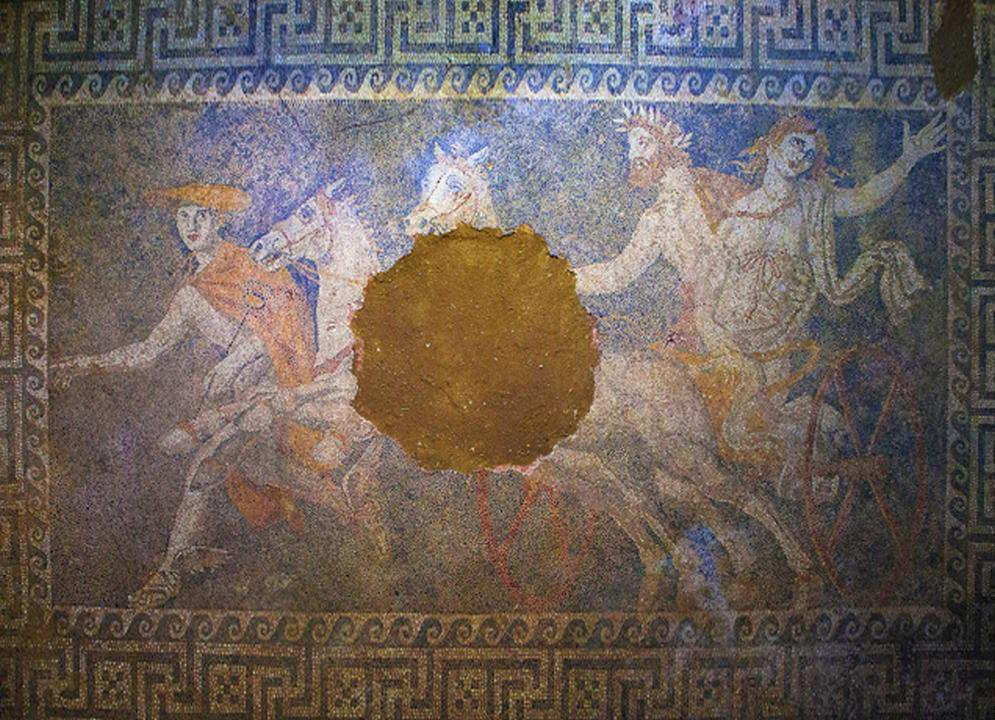
L'enlèvement de Perséphone par Hadès, Amphipolis, Grèce.

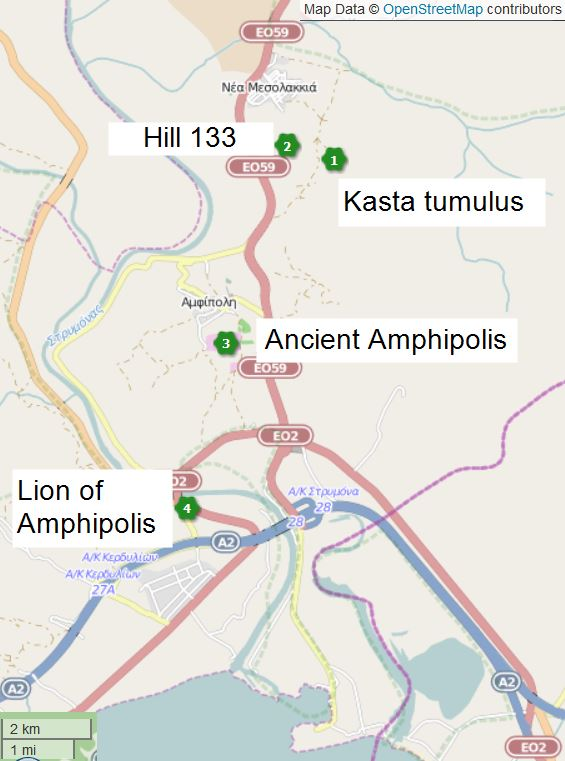
Plan de situation du site d'Amphipolis.

En 2014, les fouilles menées sur le site du tumulus du Tombeau d'Amphipolis, le tumulus de Kasta, ont permis de dégager une enceinte de 497 mètres de long, avec un chemin de 4,50 mètres de large conduisant à un important monument funéraire de type macédonien, daté entre 325 et 300 av. J.-C., très richement orné ; ont été dégagées entre autres la sculpture de deux sphinges affrontées à l'entrée du tumulus, un décor en marbre provenant de l'île de Thasos portant des traces de couleurs, et de belles cariatides hautes de 2,27 m, vêtues d'un chiton à manches longues dont le plissé révèle un art d'une grande finesse. Au sol, recouvrant toute la surface de la deuxième chambre funéraire, une mosaïque de 4,50 m sur 3 m d'une qualité technique et artistique remarquable, faite de petits galets multicolores, représente le dieu Hermès psychopompe, coiffé d'un pétase (chapeau à large bord), portant à la main son caducée et aux pieds, des sandales ailées : le dieu conduit un char tiré par deux chevaux blancs et monté par le dieu Hadès, représenté sous les traits d'un homme barbu portant une couronne de laurier sur la tête, et enlevant Perséphone pour la conduire aux Enfers. Cette scène centrale, qui se détache sur un fond gris-bleu, est entourée d'un cadre décoratif composé d'un double méandre, de carrés et d'un poste,.
À environ 1,60 sous le sol de la troisième chambre funéraire, ont été découverts les restes d'un squelette qui sont en cours d'analyse par une équipe de scientifiques afin de déterminer l'âge, le sexe et les causes de la mort du défunt. Le monument funéraire abritait au total plusieurs sépultures, associant à la fois inhumation et incinération, pour les restes d'au moins cinq êtres humains et d'un animal, vraisemblablement un cheval ; les restes humains inhumés sont ceux d'une femme âgée de plus de soixante ans, de deux hommes dont l'âge est estimé entre 35 et 45 ans — l'un décédé de mort violente comme le montrent les traces de blessures relevées en divers points de son squelette, sans indice de cicatrisation — enfin d'un nouveau-né dont le sexe ne peut être identifié ; les restes humains incinérés sont en très petit nombre et appartenaient sans doute à un adulte. L'équipe des archéologues grecs a déjà relevé au scanner l'empreinte numérique en trois dimensions de l'ensemble du site. L'étude géophysique de l'ensemble du site a été conduite par un groupe de scientifiques de l'Université Aristote de Thessalonique, sous la direction de Grégoire Tsokas.
Les archéologues ont déjà démenti que le tombeau puisse être celui d'Alexandre le Grand, et il pourrait être, plus probablement, celui d'un riche noble macédonien ou d'un membre de la famille royale,. De plus, le tombeau fut pillé à de nombreuses reprises, surtout durant l'antiquité : les sculptures des deux Sphinges sont amputées de leurs têtes, dont l'une est retrouvée lors de fouilles approfondies. Les premiers pillages semblent résulter des suites d'une révolte, ou d'un coup de force militaire. Devant l'ampleur des découvertes, les autorités de la région de la Macédoine-Centrale ont demandé et obtenu du gouvernement grec, la garde permanente du site de fouilles par la police, 24 heures sur 24, et ont également entamé les procédures pour l'inscription de la tombe d'Amphipolis au registre mondial du patrimoine par l'UNESCO.
À l'été 2015, le ministère de la Culture, confronté à la pénurie des crédits, et à la rigueur budgétaire, a approuvé l'engagement de 200 000 euros, pour des études et des projets urgents, visant à protéger le site de manière pérenne. Les crédits ont commencé à être utilisés par tranches. Pour la suite, le ministère de la Culture, exsangue, a été contraint d'annoncer le gel des fouilles, et à différer dans le temps certains travaux.
En octobre 2015, trois nouvelles inscriptions sont découvertes par l'équipe d'archéologues. L'une d'elles révèle le monogramme d'Hephaestion. Selon Katerina Peristeri, archéologue chargée des fouilles, le tumulus aurait été bâti entre 325 et 300 av. J.-C.